# Гопко Євген Артурович
Євген Гопко (нім. Eugen Gopko, нар. 5 січня 1991, Кольчино) — німецький футболіст українського походження, захисник клубу «Ворматія».
Виступав, зокрема, у німецькій Бундеслізі за «Майнц 05», а також юнацьку збірну Німеччини.

## Клубна кар'єра
Народився 5 січня 1991 року в смт Кольчино на Закарпатті. 
Грав за юнацьку команду київського «Динамо», після чого виступав у ДЮФЛ за ужгородське ДЮСШ-1 та мукачівську «Іскру». Потім грав у Німеччини за молодіжні команди «Остофен» та «Нойгаузен». З 2006 по 2009 рік виступав за юнацьку команду клубу «Майнц 05», з якою у сезоні 2008/09 став переможцем юнацької Бундесліги. 
3 жовтня 2009 року дебютував в основі «Майнца» в німецькій Бундеслізі в домашньому матчі проти «Хоффенхайма» (2:1), Гопко вийшов на заміну на 57 хвилині замість Мирослава Каргана. В наступному сезоні Гопко провів ще один матч за основну команду в чемпіонаті, але закріпитися в ній так і не зумів, через що грав за другу команду в Регіоналлізі «Захід». Влітку 2012 року на правах вільного агента покинув клуб.
У жовтні 2012 року приєднався до клубу «Ворматія», що виступав у Регіоналлізі «Південний Схід». Відтоді встиг відіграти за вормську команду 35 матчів в національному чемпіонаті.

## Виступи за збірну
Незабаром після дебюту в Бундеслізі Євгена запросили в збірну Німеччини до 19 років. 18 листопада 2009 року він дебютував у збірній в товариському матчі проти однолітків з Шотландії (0:0), вийшовши на заміну по перерві замість Тобіаса Рюле. Ця гра стала для Гопка єдиною у футболці збірної Німеччини.